# Sibéria Ocidental

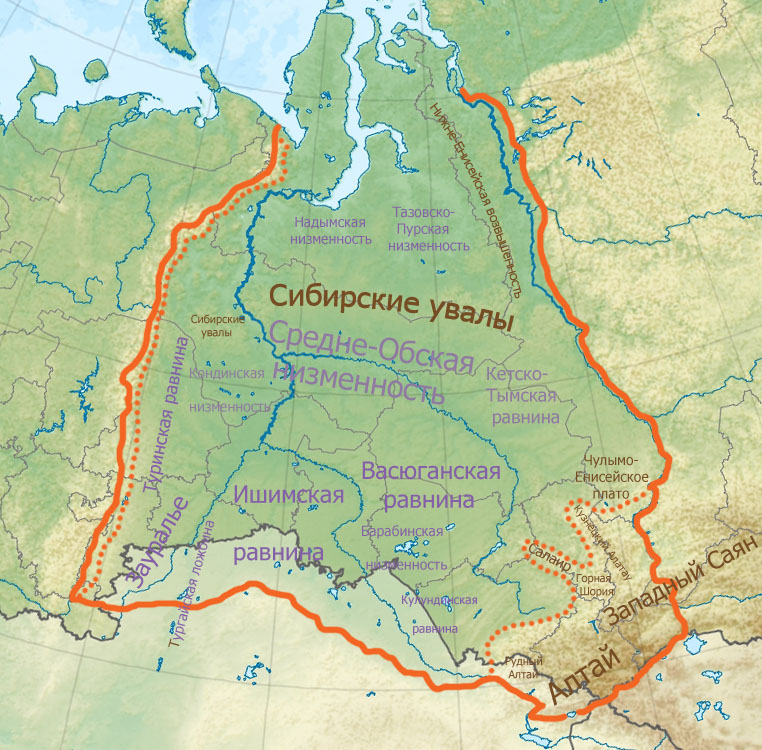
Mapa da Sibéria Ocidental.

A Sibéria Ocidental (em russo:  Западная Сибирь, transl. Zapadnaya Sibir'; em cazaque:  Batys Sıbır) é uma região no norte da Ásia. Faz parte da região mais ampla da Sibéria, localizada principalmente na Federação Russa, com uma parte ao sul no Cazaquistão. Fica entre a região de Ural e o Rio Ienissei, que convencionalmente divide a Sibéria em duas metades.

## História
Na época medieval, partes da região faziam parte da Horda Dourada. Após seu declínio gradual durante o século XV, o Canato de Sibir, centrado em Tyumen, foi formado na área. No final do século XVI, a maior parte da Sibéria Ocidental foi conquistada pelo Império Russo, enquanto sua região sul tornou-se parte do Canato Cazaque. As atuais fronteiras internacionais entre a Rússia e o Cazaquistão surgiram no final do século XX, após a dissolução da União Soviética.

## Geografia
A Sibéria Ocidental cobre uma área de 2.500.000km², quase 80% dos quais estão localizados na Planície da Sibéria Ocidental. Os maiores rios da região são o Irtysh e o Ob. Todos os principais rios da Sibéria Ocidental pertencem à bacia do Mar de Kara. A bacia petrolífera da Sibéria Ocidental é a maior bacia de hidrocarbonetos (petróleo e gás natural) do mundo, cobrindo uma área de cerca de 2,2 milhões de km², e também é a maior região produtora de petróleo e gás da Rússia.

## Principais cidades
A cidade mais populosa da Sibéria Ocidental é Novosibirsk. Outras cidades importantes incluem:
- Omsk
- Tyumen
- Surgut
- Barnaul
- Tomsk
- Kokshetau
- Kemerovo
- Novokuznetsk
- Curgã
- Pavlodar
- Petropavl
- Semey
- Oskemen